# Klaus Schulze
Klaus Schulze, född 4 augusti 1947 i Berlin, död 26 april 2022, var en tysk kompositör av elektronisk musik.
1970 bildade Schulze tillsammans med Hartmut Enke och Manuel Göttsching bandet Ash Ra Tempel. 
Han skivdebuterade 1972 med "Irrlicht" och har sedan släppt album med hög frekvens. Musiken har förutom de första albumen främst varit instrumental med stark elektronisk prägel, men sång och vanliga instrument har också förekommit. Han skrev musiken till den österrikiska filmen Angst från 1983.
På skivan "Inter*face" används både analoga syntar och digitala instrument som Fairlight CMI.